# Odra-Pisuerga
Odra-Pisuerga és una comarca situada al cursos dels rius Pisuerga i el seu afluent Odra, a la zona centre-oest de la província de Burgos, a la comunitat autònoma de Castella i Lleó.

## Municipis
- Arenillas de Riopisuerga
- Balbases, Los
- Barrio de Muñó
- Belbimbre
- Castellanos de Castro
- Castrillo de Riopisuerga
- Castrillo Mota de Judíos
- Castrojeriz
- Grijalba
- Hontanas
- Humada
- Iglesias (Burgos)
- Itero del Castillo
- Manciles
- Melgar de Fernamental
- Padilla de Abajo
- Padilla de Arriba
- Palacios de Riopisuerga
- Palazuelos de Muñó
- Pampliega
- Pedrosa del Páramo
- Pedrosa del Príncipe
- Rebolledo de la Torre
- Revilla Vallejera
- Rezmondo
- Sasamón
- Sordillos
- Sotresgudo
- Susinos del Páramo
- Tamarón
- Tobar
- Vallejera
- Valles de Palenzuela
- Villadiego
- Villaldemiro
- Villamedianilla
- Villamayor de Treviño
- Villaquirán de la Puebla
- Villaquirán de los Infantes
- Villasandino
- Villaverde-Mogina
- Villazopeque
- Villegas
- Zarzosa de Río Pisuerga